# Špičák u Krásného Lesa
Špičák u Krásného Lesa je přírodní rezervace pokrývající okolí krušnohorské hory Špičák (723 m n. m.), severozápadně od obce Krásný Les v okrese Ústí nad Labem při hranici s Německem. Oblast spravuje Agentura ochrany přírody a krajiny ČR.

## Předmět ochrany
Důvodem ochrany je zachování lokality pro její pestrou geologickou stavbu a bohatost geomorfologických tvarů. K úpatí vrchu Špičák přiléhají mezofilní až silně podmáčené louky, mokřady a prameniště porostlé přirozenými rostlinnými společenstvy s bohatým výskytem zvláště chráněných druhů. Na území přírodní rezervace se nachází výhradní ložisko fluoritu Krásný Les – Špičák se stanoveným chráněným ložiskovým územím.